# RISAT-2
RISAT-2 (от англ. Radar Imaging Satellite-2) — индийский спутник дистанционного зондирования Земли, предназначен для радиолокационной разведки. Спутник был запущен 20 апреля 2009 из Космического центра имени Сатиша Дхавана с помощью ракеты-носителя PSLV-CA. Попутно с ним был также запущен образовательный спутник ANUSAT.
RISAT-2 создан по заказу ISRO израильским концерном Israel Aerospace Industries на базе спутниковой платформы IMPS (англ. Improved Multi Purpose Satellite). Основной полезной нагрузкой является многофункциональный радиолокатор с синтезированной апертурой XSAR, изготовленный израильской фирмой Elta System Limited. Радиолокатор работает в X-диапазоне частот и имеет четыре режима работы:
Прожекторный
с разрешением до 1 метра, с возможностью фокусировки на движущихся объектах.
Мозаичный
с разрешением до 1,8 метра (для проведения съёмки больших участков поверхности).
Маршрутный или непрерывный
с разрешением до 3 метров (для съёмки поверхности вдоль трассы пролёта спутника).
Обзорный (ScanSAR)
с разрешением 8 метров (для съёмки (сканирования) обширных площадей).
Связь с приёмных комплексом спутника осуществляется по радиолиниям X и S диапазонов.